# 遺老說傳
《遺老說傳》是琉球各地古代流傳下來的關於民俗、自然災變、百姓善行等口碑傳說集。
1745年，鄭秉哲奉命編纂《球陽》時，搜集了《遺老說傳》共142話，列於《球陽》外傳，分外卷之一、外卷之二、外卷之三、外附卷，共計四卷。
今日著名的《遺老說傳》共有兩個版本，一個是琉球大學附屬圖書館所藏的寫本，另一個是學藝社在1935年刊行的《遺老說傳：球陽外卷》，由島袋盛敏翻譯成日語。